# Роберт Россен
Роберт Россен (англ. Robert Rossen, 16 березня 1908, Манхеттен — 18 лютого 1966, Нью-Йорк) — американський режисер, сценарист і продюсер.

## Біографія
Народився в родині єврейського рабина, який емігрував з Росії. Починав як театральний діяч, займаючись в основному спектаклями на соціальну тематику. У 1937 році перейшов в кінематограф, в тому ж році вступив в комуністичну партію.
У Голлівуді співпрацював з Warner Bros., але найвідоміший свій фільм — політичну драму «Все королівське військо» — зняв на Columbia Pictures. На той час над комуністами згустилися хмари, і режисер вийшов з партії. Це не врятувало його від включення в чорний список Голлівуду, з якого Россен вибрався лише в 1953 році. Після цього він зняв ще кілька фільмів, включаючи «Шахрая».
Був двічі одружений, мав двох дочок і сина.
Помер 1966 року. Похований на цвинтарі Вестчестер-Хіллз у Гастінгсі-на-Гудзоні (штат Нью-Йорк).

## Вибрана фільмографія
- 1939 — Доля солдата в Америці — сценарист
- 1941 — Морський вовк — сценарист
- 1943 — Край пітьми — сценарист
- 1946 — Дивне кохання Марти Айверс — сценарист
- 1947 — Джонні О'Клок — сценарист, режисер
- 1947 — Лють пустелі — сценарист
- 1947 — Тіло і душа — режисер
- 1949 — Все королівське військо — режисер, продюсер, сценарист
- 1949 — Сищик — продюсер, сценарист
- 1956 — Александр Великий — режисер, сценарист
- 1961 — Більярдист — режисер, продюсер, сценарист
- 1964 — Ліліт — режисер, продюсер, сценарист

## Нагороди й номінації
- Премія «Золотий глобус» за найкращу режисерську роботу (1949)
- Премія «Оскар» за найкращу режисуру — 2 номінації (1949, 1961)
- Премія «Оскар» за найкращий адаптований сценарій — 2 номінації (1949, 1961)